# Ericeia pampoecila
Ericeia pampoecila är en fjärilsart som beskrevs av George Thomas Bethune-Baker 1914. Ericeia pampoecila ingår i släktet Ericeia och familjen nattflyn. Inga underarter finns listade i Catalogue of Life.